# Michael Franks (calciatore)
Michael Franks (Edmonton, 20 aprile 1977) è un ex calciatore canadese, di ruolo portiere.

## Biografia
Michael ha un fratello maggiore, Chris Franks, ex calciatore della Nazionale canadese.

## Carriera

### Club
Ha iniziato la carriera professionista nei Vancouver 86ers, per poi trasferirsi in Europa in seguito all'acquisto da parte del PSV. Prestato al RBC Roosendaal, è stato poi ingaggiato dall'Hibernian e, in seguito, ha fatto ritorno al club nel quale aveva iniziato la carriera, che nel frattempo aveva ripreso la sua denominazione originale di Vancouver Whitecaps.

### Nazionale
Franks, dopo aver indossato la casacca di diverse Nazionali giovanili canadesi, non ha mai esordito nella Nazionale maggiore, anche se è stato convocato varie volte, delle quali fan parte la Confederations Cup 2001 e la CONCACAF Gold Cup 2005.